# 2012年のNFLドラフト
2012年のNFLドラフトは、77回目のNFLドラフト。2012年4月26日から28日までの3日間ニューヨークのラジオシティ・ミュージックホールで開催され、NFL32チームから合計253名の選手が指名された。初日に1巡指名の32選手、2日目には2巡と3巡の指名、3日目には4巡から7巡の指名が行われた。
1巡指名選手の発表はロジャー・グッデル・コミッショナーが、2巡指名選手（2巡指名権のないチームは3巡指名選手）の発表は各チームのレジェンド（伝説の選手）により行われた。ドラフト1巡指名より多くのトレードアップ、トレードダウンが行われた。またEAスポーツのマッデンNFL13のカバーアスリートに選ばれたデトロイト・ライオンズのカルビン・ジョンソンも登場している。
2011年シーズン、最も成績の悪かったインディアナポリス・コルツから完全ウェーバー制で指名が行われた。
ドラフト前の4月24日コルツのライアン・グリグソンGMは全体1位指名で、2010年にハイズマン賞を受賞したアンドリュー・ラックを獲得することを発表した。2011年、ペイトン・マニングの連続出場がストップし、開幕から連敗続きだったコルツでは、ファンが全体1位指名権を翌年獲得できるよう、コルツが負けることを祈る "Suck for Luck" と呼ばれるキャンペーンも行われた。
これまでのドラフトで最も多い26人の新人選手が招待され、その内の20名がドラフト1巡で指名された。
7巡まで253名が指名され、アメリカ国外からもカナダのタイロン・クロフォード（3巡81位）、フィリップ・ブレイク（4巡108位）、イギリスのジャック・クロフォード（5巡158位）、アンゴラのクリスト・ビルキディ（6巡189位）、ドイツのマーカス・クーン（7巡239位）の5選手が指名を受けた。

## 指名順序
1巡指名の順序は、レギュラーシーズンの成績が悪かったチームから順に次のとおり決められた。シーズンの勝率が同じであった場合、よりタイトなスケジュールだったチームが優先された。またプレーオフに進出したチームは、プレーオフを逃したチームより後とされ、第46回スーパーボウル優勝のニューヨーク・ジャイアンツが最後となった。
| 指名順 | チーム名                                                                                   | 前年の成績 | スケジュール 難易度 | プレーオフ 成績 |
| ------ | ------------------------------------------------------------------------------------------ | ---------- | ------------------- | --------------- |
| 1      | インディアナポリス・コルツ                                                                 | 2–14       | .539                |                 |
| 2      | セントルイス・ラムズ （レッドスキンズにトレード）[R1 – 1]                                  | 2–14       | .590                |                 |
| 3      | ミネソタ・バイキングス （ブラウンズにトレード)[R1 – 5]                                     | 3–13       | .559                |                 |
| 4      | クリーブランド・ブラウンズ （ミネソタ・バイキングスにトレード）                            | 4–12       | .531                |                 |
| 5      | タンパベイ・バッカニアーズ （ジャガーズにトレード）                                        | 4–12       | .551                |                 |
| 6      | ワシントン・レッドスキンズ （ラムズを経てカウボーイズにトレード）[R1 – 1]                  | 5–11       | .477                |                 |
| 7      | ジャクソンビル・ジャガーズ （バッカニアーズにトレード）                                    | 5–11       | .500                |                 |
| 8      | マイアミ・ドルフィンズ[Coin Flip]                                                          | 6–10       | .504                |                 |
| 9      | カロライナ・パンサーズ[Coin Flip]                                                          | 6–10       | .504                |                 |
| 10     | バッファロー・ビルズ                                                                       | 6–10       | .520                |                 |
| 11     | カンザスシティ・チーフス[Coin Flip]                                                        | 7–9        | .512                |                 |
| 12     | シアトル・シーホークス （イーグルスにトレード）[Coin Flip]                                 | 7–9        | .512                |                 |
| 13     | アリゾナ・カージナルス                                                                     | 8–8        | .469                |                 |
| 14     | ダラス・カウボーイズ （ラムズにトレード）                                                  | 8–8        | .473                |                 |
| 15     | フィラデルフィア・イーグルス （シーホークスにトレード）                                    | 8–8        | .488                |                 |
| 16     | ニューヨーク・ジェッツ                                                                     | 8–8        | .500                |                 |
| 17     | オークランド・レイダース （ベンガルズにトレード）[R1 – 2]                                  | 8–8        | .504                |                 |
| 18     | サンディエゴ・チャージャーズ                                                               | 8–8        | .516                |                 |
| 19     | シカゴ・ベアーズ                                                                           | 8–8        | .527                |                 |
| 20     | テネシー・タイタンズ[not tied]                                                             | 9–7        | .563                |                 |
| 21     | シンシナティ・ベンガルズ （ペイトリオッツにトレード）[not tied]                            | 9–7        | .496                | WC              |
| 22     | アトランタ・ファルコンズ （ブラウンズにトレード）[R1 – 3]                                  | 10–6       | .481                | WC              |
| 23     | デトロイト・ライオンズ                                                                     | 10–6       | .535                | WC              |
| 24     | ピッツバーグ・スティーラーズ                                                               | 12–4       | .492                | WC              |
| 25     | デンバー・ブロンコス （ペイトリオッツにトレード）                                          | 8–8        | .520                | Div             |
| 26     | ヒューストン・テキサンズ                                                                   | 10–6       | .453                | Div             |
| 27     | ニューオーリンズ・セインツ （ペイトリオッツを経てベンガルズにトレード）[R1 – 4]            | 13–3       | .441                | Div             |
| 28     | グリーンベイ・パッカーズ                                                                   | 15–1       | .508                | Div             |
| 29     | ボルチモア・レイブンズ （バイキングスにトレード）                                          | 12–4       | .477                | Con             |
| 30     | サンフランシスコ・フォーティナイナーズ[not tied]                                           | 13–3       | .449                | Con             |
| 31     | ニューイングランド・ペイトリオッツ （ブロンコスを経てバッカニアーズにトレード） [not tied] | 13–3       | .449                | Lost SB         |
| 32     | ニューヨーク・ジャイアンツ                                                                 | 9–7        | .520                | Won SB          |

| WC      | = ワイルドカードプレーオフ敗退 |  |
| Div     | = ディビジョナルプレーオフ敗退 |  |
| Con     | = カンファレンス決勝敗退       |  |
| Lost SB | = スーパーボウル敗退           |  |
| Won SB  | = スーパーボウル優勝           |  |

- Coin Flip  これらのチーム間では勝率、スケジュールの難易度や他の比較項目での順位が決定できなかったため、2月のスカウトコンバインの際にコイントスが行われ、マイアミ・ドルフィンズとカンザスシティ・チーフスが勝利した[6]。
- R1 – 1  ワシントン・レッドスキンズは全体2位指名権獲得のため、全体6位指名権など多くの指名権をセントルイス・ラムズにトレードした。
- R1 – 2  オークランド・レイダースはカーソン・パーマーを獲得するため2012年のドラフト1巡指名権などをシンシナティ・ベンガルズにトレードした。
- R1 – 3  アトランタ・ファルコンズは前年のドラフトでフリオ・ジョーンズを獲得するため、この年のドラフト指名権などをクリーブランド・ブラウンズへトレードした。
- R1 – 4  ニューオーリンズ・セインツは前年のドラフトでマーク・イングラムを獲得するためにペイトリオッツのドラフト1巡指名権を獲得、この年のドラフト1巡指名権をトレードした。
- not tied  これらのチームは勝率やスケジュールの難易度は同じであるが、プレーオフの成績で順位が決められた。
- R1 –5  クリーブランド・ブラウンズは全体3位指名権を獲得するため、全体4位指名権と4巡、5巡、7巡指名権をミネソタ・バイキングスへトレードした[7]。

## 招待された新人選手
| 大学                   | ポジション | 選手名                     | 指名順位 |
| アラバマ大学           | S          | マーク・バロン             | 1巡7位   |
| サウスカロライナ大学   | DE         | メルビン・イングラム       | 1巡18位  |
| オクラホマ州立大学     | WR         | ジャスティン・ブラックモン | 1巡5位   |
| USC                    | OT         | マット・カリル             | 1巡4位   |
| LSU                    | DT         | マイケル・ブロッカーズ     | 1巡14位  |
| アラバマ大学           | CB         | ドレ・カークパトリック     | 1巡17位  |
| LSU                    | CB         | モリス・クレイボーン       | 1巡6位   |
| スタンフォード大学     | QB         | アンドリュー・ラック       | 1巡1位   |
| ノースカロライナ大学   | DE         | クイントン・コプルズ       | 1巡16位  |
| ボイシ州立大学         | LB         | シェイ・マクレリン         | 1巡19位  |
| ミシシッピ州立大学     | DT         | フレッチャー・コックス     | 1巡12位  |
| USC                    | DE         | ニック・ペリー             | 1巡29位  |
| スタンフォード大学     | TE         | コービー・フリーナー       | 2巡34位  |
| メンフィス大学         | DT         | ドンタリ・ポー             | 1巡11位  |
| ノートルダム大学       | WR         | マイケル・フロイド         | 1巡13位  |
| LSU                    | WR         | ルーベン・ランドル         | 2巡63位  |
| サウスカロライナ大学   | CB         | ステファン・ギルモア       | 1巡10位  |
| アラバマ大学           | RB         | トレント・リチャードソン   | 1巡3位   |
| ジョージア大学         | T/G        | コーディ・グレン           | 2巡41位  |
| ペンシルベニア州立大学 | DT         | デボン・スティル           | 2巡53位  |
| ベイラー大学           | QB         | ロバート・グリフィン3世    | 1巡2位   |
| テキサス農工大学       | QB         | ライアン・タネヒル         | 1巡8位   |
| アラバマ大学           | LB         | ドンタ・ハイタワー         | 1巡25位  |
| アラバマ大学           | LB         | コートニー・アップショー   | 2巡35位  |
| ジョージア工科大学     | WR         | スティーブン・ヒル         | 2巡43位  |
| ベイラー大学           | WR         | ケンドール・ライト         | 1巡20位  |

## 指名選手一覧

### 1巡指名選手
| 指名順位 | チーム                                 | 選手名                     | 画像 | ポジション | 出身大学               |
| 1        | インディアナポリス・コルツ             | アンドリュー・ラック       |      | QB         | スタンフォード大学     |
| 2        | ワシントン・レッドスキンズ             | ロバート・グリフィン3世    |      | QB         | ベイラー大学           |
| 3        | クリーブランド・ブラウンズ             | トレント・リチャードソン   |      | RB         | アラバマ大学           |
| 4        | ミネソタ・バイキングス                 | マット・カリル             |      | OT         | USC                    |
| 5        | ジャクソンビル・ジャガーズ             | ジャスティン・ブラックモン |      | WR         | オクラホマ州立大学     |
| 6        | ダラス・カウボーイズ                   | モリス・クレイボーン       |      | CB         | ルイジアナ州立大学     |
| 7        | タンパベイ・バッカニアーズ             | マーク・バロン             |      | S          | アラバマ大学           |
| 8        | マイアミ・ドルフィンズ                 | ライアン・タネヒル         |      | QB         | テキサス農工大学       |
| 9        | カロライナ・パンサーズ                 | ルーク・キークリー         |      | LB         | ボストンカレッジ       |
| 10       | バッファロー・ビルズ                   | ステファン・ギルモア       |      | CB         | サウスカロライナ大学   |
| 11       | カンザスシティ・チーフス               | ドンタリ・ポー             |      | DT         | メンフィス大学         |
| 12       | フィラデルフィア・イーグルス           | フレッチャー・コックス     |      | DT         | ミシシッピ州立大学     |
| 13       | アリゾナ・カージナルス                 | マイケル・フロイド         |      | WR         | ノートルダム大学       |
| 14       | セントルイス・ラムズ                   | マイケル・ブロッカーズ     |      | DT         | ルイジアナ州立大学     |
| 15       | シアトル・シーホークス                 | ブルース・アービン         |      | DE         | ウェストバージニア大学 |
| 16       | ニューヨーク・ジェッツ                 | クイントン・コプルズ       |      | DE         | ノースカロライナ大学   |
| 17       | シンシナティ・ベンガルズ               | ドレ・カークパトリック     |      | CB         | アラバマ大学           |
| 18       | サンディエゴ・チャージャーズ           | メルビン・イングラム       |      | LB         | サウスカロライナ大学   |
| 19       | シカゴ・ベアーズ                       | シェイ・マクレリン         |      | DE         | ボイシ州立大学         |
| 20       | テネシー・タイタンズ                   | ケンドール・ライト         |      | WR         | ベイラー大学           |
| 21       | ニューイングランド・ペイトリオッツ     | チャンドラー・ジョーンズ   |      | DE         | シラキューズ大学       |
| 22       | クリーブランド・ブラウンズ             | ブランドン・ウィーデン     |      | QB         | オクラホマ州立大学     |
| 23       | デトロイト・ライオンズ                 | ライリー・リーフ           |      | OT         | アイオワ大学           |
| 24       | ピッツバーグ・スティーラーズ           | デビッド・デカストロ       |      | G          | スタンフォード大学     |
| 25       | ニューイングランド・ペイトリオッツ     | ドンタ・ハイタワー         |      | LB         | アラバマ大学           |
| 26       | ヒューストン・テキサンズ               | ウィットニー・マーセラス   |      | DE         | イリノイ大学           |
| 27       | シンシナティ・ベンガルズ               | ケビン・ザイトラー         |      | G          | ウィスコンシン大学     |
| 28       | グリーンベイ・パッカーズ               | ニック・ペリー             |      | LB         | USC                    |
| 29       | ミネソタ・バイキングス                 | ハリソン・スミス           |      | S          | ノートルダム大学       |
| 30       | サンフランシスコ・フォーティナイナーズ | A・J・ジェンキンス         |      | WR         | イリノイ大学           |
| 31       | タンパベイ・バッカニアーズ             | ダグ・マーティン           |      | RB         | ボイシ州立大学         |
| 32       | ニューヨーク・ジャイアンツ             | デビッド・ウィルソン       |      | RB         | バージニア工科大学     |

### 2巡指名選手
| 指名順位 | チーム                                 | 選手名                       | ポジション | 出身大学               |
| 33       | セントルイス・ラムズ                   | ブライアン・クイック         | WR         | アパラチアン州立大学   |
| 34       | インディアナポリス・コルツ             | コービー・フリーナー         | TE         | スタンフォード大学     |
| 35       | ボルチモア・レイブンズ                 | コートニー・アップショー     | LB         | アラバマ大学           |
| 36       | デンバー・ブロンコス                   | デレック・ウルフ             | DT         | シンシナティ大学       |
| 37       | クリーブランド・ブラウンズ             | ミッチェル・シュウォルツ     | OT         | カリフォルニア大学     |
| 38       | ジャクソンビル・ジャガーズ             | アンドレ・ブランチ           | DE         | クレムゾン大学         |
| 39       | セントルイス・ラムズ                   | ジャノリス・ジェンキンス     | CB         | 北アラバマ大学         |
| 40       | カロライナ・パンサーズ                 | アミニ・シラトル             | G          | ミッドウェスタン大学   |
| 41       | バッファロー・ビルズ                   | コーディ・グレン             | G          | ジョージア大学         |
| 42       | マイアミ・ドルフィンズ                 | ジョナサン・マーティン       | OT         | スタンフォード大学     |
| 43       | ニューヨーク・ジェッツ                 | スティーブン・ヒル           | WR         | ジョージア工科大学     |
| 44       | カンザスシティ・チーフス               | ジェフ・アレン               | T          | イリノイ大学           |
| 45       | シカゴ・ベアーズ                       | アルション・ジェフリー       | WR         | サウスカロライナ大学   |
| 46       | フィラデルフィア・イーグルス           | マイカル・ケンドリクス       | LB         | カリフォルニア大学     |
| 47       | シアトル・シーホークス                 | ボビー・ワグナー             | LB         | ユタ州立大学           |
| 48       | ニューイングランド・ペイトリオッツ     | タボン・ウィルソン           | S          | イリノイ大学           |
| 49       | サンディエゴ・チャージャーズ           | ケンドール・レイエス         | DT         | コネティカット大学     |
| 50       | セントルイス・ラムズ                   | アイザイア・ピード           | RB         | シンシナティ大学       |
| 51       | グリーンベイ・パッカーズ               | ジェレル・ウォージー         | DT         | ミシガン州立大学       |
| 52       | テネシー・タイタンズ                   | ザック・ブラウン             | LB         | ノースカロライナ大学   |
| 53       | シンシナティ・ベンガルズ               | デボン・スティル             | DT         | ペンシルベニア州立大学 |
| 54       | デトロイト・ライオンズ                 | ライアン・ブロイルズ         | WR         | オクラホマ大学         |
| 55       | アトランタ・ファルコンズ               | ピーター・カンズ             | C          | ウィスコンシン大学     |
| 56       | ピッツバーグ・スティーラーズ           | マイク・アダムズ             | OT         | オハイオ州立大学       |
| 57       | デンバー・ブロンコス                   | ブロック・オズワイラー       | QB         | アリゾナ州立大学       |
| 58       | タンパベイ・バッカニアーズ             | ラボンテ・デビッド           | LB         | ネブラスカ大学         |
|          | ニューオーリンズ・セインツ             | 違法な報奨金問題で指名権剥奪 |            |                        |
| 59       | フィラデルフィア・イーグルス           | ビニー・カリー               | DE         | マーシャル大学         |
| 60       | ボルチモア・レイブンズ                 | ケレチ・オセメレ             | G          | アイオワ州立大学       |
| 61       | サンフランシスコ・フォーティナイナーズ | ラマイケル・ジェームズ       | RB         | オレゴン大学           |
| 62       | グリーンベイ・パッカーズ               | ケイシー・ヘイワード         | CB         | バンダービルト大学     |
| 63       | ニューヨーク・ジャイアンツ             | ルーベン・ランドル           | WR         | ルイジアナ州立大学     |

### 3巡指名選手
| 指名順位 | チーム                             | 選手名                     | ポジション | 出身大学                       |
| 64       | インディアナポリス・コルツ         | ドウェイン・アレン         | TE         | クレムゾン大学                 |
| 65       | セントルイス・ラムズ               | トルメイン・ジョンソン     | CB         | モンタナ大学                   |
| 66       | ミネソタ・バイキングス             | ジョシュ・ロビンソン       | CB         | セントラルフロリダ大学         |
| 67       | デンバー・ブロンコス               | ロニー・ヒルマン           | RB         | サンディエゴ州立大学           |
| 68       | ヒューストン・テキサンズ           | デビアー・ボージー         | WR         | オハイオ州立大学               |
| 69       | バッファロー・ビルズ               | T・J・グレアム             | WR         | ノースカロライナ州立大学       |
| 70       | ジャクソンビル・ジャガーズ         | ブライアン・アンガー       | P          | カリフォルニア大学             |
| 71       | ワシントン・レッドスキンズ         | ジョシュ・レリビアス       | G          | 南メソジスト大学               |
| 72       | マイアミ・ドルフィンズ             | オリビエ・バーノン         | DE         | マイアミ大学                   |
| 73       | サンディエゴ・チャージャーズ       | ブランドン・テイラーズ     | SS         | ルイジアナ州立大学             |
| 74       | カンザスシティ・チーフス           | ドナルド・スティーブンソン | T          | オクラホマ大学                 |
| 75       | シアトル・シーホークス             | ラッセル・ウィルソン       | QB         | ウィスコンシン大学             |
| 76       | ヒューストン・テキサンズ           | ブランドン・ブルックス     | G          | マイアミ大学                   |
| 77       | ニューヨーク・ジェッツ             | デマリオ・デービス         | OLB        | アーカンソー大学               |
| 78       | マイアミ・ドルフィンズ             | マイケル・イグニュー       | TE         | ミズーリ大学                   |
| 79       | シカゴ・ベアーズ                   | ブランドン・ハーディン     | FS         | オレゴン州立大学               |
| 80       | アリゾナ・カージナルス             | ジャメル・フレミング       | CB         | オクラホマ大学                 |
| 81       | ダラス・カウボーイズ               | タイロン・クロフォード     | DE         | ボイシ州立大学                 |
| 82       | テネシー・タイタンズ               | マイク・マーティン         | DT         | ミシガン大学                   |
| 83       | シンシナティ・ベンガルズ           | モハメド・サヌー           | WR         | ラトガース大学                 |
| 84       | ボルチモア・レイブンズ             | バーナード・ピアース       | RB         | テンプル大学                   |
| 85       | デトロイト・ライオンズ             | ドワイト・ベントリー       | CB         | ルイジアナ大学ラファイエット校 |
| 86       | ピッツバーグ・スティーラーズ       | ショーン・スペンス         | LB         | マイアミ大学                   |
| 87       | クリーブランド・ブラウンズ         | ジョン・ヒューズ           | DT         | シンシナティ大学               |
| 88       | フィラデルフィア・イーグルス       | ニック・フォールズ         | QB         | アリゾナ大学                   |
| 89       | ニューオーリンズ・セインツ         | アキーム・ヒックス         | DE         | レジャイナ大学                 |
| 90       | ニューイングランド・ペイトリオッツ | ジェイク・ベケット         | DE         | アーカンソー大学               |
| 91       | アトランタ・ファルコンズ           | ラマー・ホームズ           | T          | 南ミシシッピ大学               |
| 92       | インディアナポリス・コルツ         | T・Y・ヒルトン             | WR         | フロリダ国際大学               |
| 93       | シンシナティ・ベンガルズ           | ブランドン・トンプソン     | DT         | クレムゾン大学                 |
| 94       | ニューヨーク・ジャイアンツ         | ジェイロン・ホズリー       | CB         | バージニア大学                 |
| 95       | オークランド・レイダース           | トニー・バーグストロム     | G          | ユタ大学                       |

### 4巡指名選手
| 指名順位 | チーム                                 | 選手名                           | ポジション | 出身大学                         |
| 96       | セントルイス・ラムズ                   | クリス・ギブンズ                 | WR         | ウェイクフォレスト大学           |
| 97       | マイアミ・ドルフィンズ                 | ラマー・ミラー                   | RB         | マイアミ大学                     |
| 98       | ボルチモア・レイブンズ                 | ジーノ・グラドコウスキー         | G          | デラウェア大学                   |
| 99       | ヒューストン・テキサンズ               | ベン・ジョーンズ                 | C          | ジョージア大学                   |
| 100      | クリーブランド・ブラウンズ             | トラビス・ベンジャミン           | WR         | マイアミ大学                     |
| 101      | デンバー・ブロンコス                   | オマー・ボルデン                 | CB         | アリゾナ州立大学                 |
| 102      | ワシントン・レッドスキンズ             | カーク・カズンズ                 | QB         | ミシガン州立大学                 |
| 103      | カロライナ・パンサーズ                 | フランク・アレキサンダー         | DE         | オクラホマ州立大学               |
| 104      | カロライナ・パンサーズ                 | ジョー・アダムズ                 | WR         | アーカンソー大学                 |
| 105      | バッファロー・ビルズ                   | ナイジェル・ブラッドハム         | LB         | フロリダ州立大学                 |
| 106      | シアトル・シーホークス                 | ロバート・タービン               | RB         | ユタ州立大学                     |
| 107      | カンザスシティ・チーフス               | デボン・ワイリー                 | WR         | カリフォルニア州立大学フレズノ校 |
| 108      | デンバー・ブロンコス                   | フィリップ・ブレイク             | C          | ベイラー大学                     |
| 109      | ピッツバーグ・スティーラーズ           | アラメダ・ターム                 | DT         | ワシントン大学                   |
| 110      | サンディエゴ・チャージャーズ           | ラダリアス・グリーン             | TE         | ルイジアナ大学ラファイエット校   |
| 111      | シカゴ・ベアーズ                       | エバン・ロドリゲス               | TE         | テンプル大学                     |
| 112      | アリゾナ・カージナルス                 | ボビー・マッシー                 | OT         | ミシシッピ大学                   |
| 113      | ダラス・カウボーイズ                   | カイル・ウィルバー               | LB         | ウェイクフォレスト大学           |
| 114      | シアトル・シーホークス                 | ジェイ・ハワード                 | DT         | フロリダ大学                     |
| 115      | テネシー・タイタンズ                   | コティ・センサボー               | CB         | クレムゾン大学                   |
| 116      | シンシナティ・ベンガルズ               | オーソン・チャールズ             | TE         | ジョージア大学                   |
| 117      | サンフランシスコ・フォーティナイナーズ | ジョー・ルーニー                 | CB         | ウェイクフォレスト大学           |
| 118      | ミネソタ・バイキングス                 | ジャリウス・ライト               | WR         | アーカンソー大学                 |
| 119      | ワシントン・レッドスキンズ             | キーナン・ロビンソン             | LB         | テキサス大学                     |
| 120      | クリーブランド・ブラウンズ             | ジェームズ＝マイケル・ジョンソン | LB         | ネバダ大学                       |
| 121      | ヒューストン・テキサンズ               | ケショーン・マーティン           | WR         | ミシガン州立大学                 |
| 122      | ニューオーリンズ・セインツ             | ニック・ツーン                   | WR         | ウィスコンシン大学               |
| 123      | フィラデルフィア・イーグルス           | ブランドン・ボイキン             | CB         | ジョージア大学                   |
| 124      | バッファロー・ビルズ                   | ロン・ブルックス                 | CB         | ルイジアナ州立大学               |
| 125      | デトロイト・ライオンズ                 | ロネル・ルイス                   | LB         | オクラホマ大学                   |
| 126      | ヒューストン・テキサンズ               | ジャレッド・クリック             | DE         | ネブラスカ大学                   |
| 127      | ニューヨーク・ジャイアンツ             | エイドリアン・ロビンソン         | TE         | シンシナティ大学                 |
| 128      | ミネソタ・バイキングス                 | レット・エリソン                 | FB         | USC                              |
| 129      | オークランド・レイダース               | マイルズ・バリス                 | LB         | サンディエゴ州立大学             |
| 130      | ボルチモア・レイブンズ                 | クリスチャン・トンプソン         | S          | サウスカロライナ州立大学         |
| 131      | ニューヨーク・ジャイアンツ             | ブランドン・モズリー             | DT         | オーバーン大学                   |
| 132      | グリーンベイ・パッカーズ               | マイク・ダニエルズ               | DT         | アイオワ大学                     |
| 133      | グリーンベイ・パッカーズ               | ジェロン・マクミラン             | S          | メイン大学                       |
| 134      | ミネソタ・バイキングス                 | グレッグ・チャイルズ             | WR         | アーカンソー大学                 |
| 135      | ダラス・カウボーイズ                   | マット・ジョンソン               | S          | 東ワシントン大学                 |

### 5巡指名選手
| 指名順位 | チーム                                 | 選手名                 | ポジション | 出身大学                             |
| 136      | インディアナポリス・コルツ             | ジョシュ・チャップマン | TE         | アラバマ大学                         |
| 137      | デンバー・ブロンコス                   | マリク・ジャクソン     | DE         | テネシー大学                         |
| 138      | デトロイト・ライオンズ                 | タヒル・ホワイトヘッド | LB         | テンプル大学                         |
| 139      | ミネソタ・バイキングス                 | ロバート・ブラントン   | S          | ノートルダム大学                     |
| 140      | タンパベイ・バッカニアーズ             | ナジー・グッド         | LB         | ウェストバージニア大学               |
| 141      | ワシントン・レッドスキンズ             | アダム・ゲティス       | WR         | ノースカロライナ州立大学             |
| 142      | ジャクソンビル・ジャガーズ             | ブランドン・マーシャル | LB         | ネバダ大学                           |
| 143      | カロライナ・パンサーズ                 | ジョシュ・ノーマン     | CB         | コースタルカロライナ大学             |
| 144      | バッファロー・ビルズ                   | ゼブリー・サンダース   | OT         | フロリダ州立大学                     |
| 145      | テネシー・タイタンズ                   | テイラー・トンプソン   | DE         | 南メソジスト大学                     |
| 146      | カンザスシティ・チーフス               | デカン・メンジー       | CB         | アラバマ大学                         |
| 147      | バッファロー・ビルズ                   | タンク・カーダー       | LB         | テキサスクリスチャン大学             |
| 148      | デトロイト・ライオンズ                 | クリス・グリーンウッド | CB         | アルビオン大学                       |
| 149      | サンディエゴ・チャージャーズ           | ジョニー・トラウトマン | G          | ペンシルベニア州立大学               |
| 150      | セントルイス・ラムズ                   | ロキビアス・ワトキンス | G          | サウスカロライナ大学                 |
| 151      | アリゾナ・カージナルス                 | セニオ・ケレメンテ     | G          | ワシントン大学                       |
| 152      | ダラス・カウボーイズ                   | ダニー・コール         | WR         | バージニア工科大学                   |
| 153      | フィラデルフィア・イーグルス           | デニス・ケリー         | OT         | パデュー大学                         |
| 154      | シアトル・シーホークス                 | コーリー・トゥーマー   | LB         | アイダホ大学                         |
| 155      | マイアミ・ドルフィンズ                 | ジョシュ・カッズ       | LB         | オレゴン大学                         |
| 156      | シンシナティ・ベンガルズ               | ショーン・プレイター   | CB         | アイオワ大学                         |
| 157      | アトランタ・ファルコンズ               | ブレイディ・ユーイング | FB         | ウィスコンシン大学                   |
| 158      | オークランド・レイダース               | ジャック・クロフォード | DE         | ペンシルベニア州立大学               |
| 159      | ピッツバーグ・スティーラーズ           | クリス・レイニー       | RB         | フロリダ大学                         |
| 160      | クリーブランド・ブラウンズ             | ライアン・ミラー       | G          | コロラド大学                         |
| 161      | ヒューストン・テキサンズ               | ランディ・ブロック     | K          | テキサス農工大学                     |
| 162      | ニューオーリンズ・セインツ             | コーリー・ホワイト     | S          | サムフォード大学                     |
| 163      | グリーンベイ・パッカーズ               | テレル・マニング       | LB         | ノースカロライナ州立大学             |
| 164      | アトランタ・ファルコンズ               | ジョナサン・マサコイ   | DE         | トロイ大学                           |
| 165      | サンフランシスコ・フォーティナイナーズ | ダリウス・フレミング   | LB         | ノートルダム大学                     |
| 166      | シンシナティ・ベンガルズ               | マービン・ジョーンズ   | WR         | カリフォルニア大学                   |
| 167      | シンシナティ・ベンガルズ               | ジョージ・イロカ       | S          | ボイシ州立大学                       |
| 168      | オークランド・レイダース               | ジュロン・クライナー   | WR         | アリゾナ大学                         |
| 169      | ボルチモア・レイブンズ                 | アサ・ジャクソン       | CB         | カリフォルニアポリテクニック州立大学 |
| 170      | インディアナポリス・コルツ             | ヴィック・バラード     | RB         | ミシシッピ州立大学                   |

### 6巡指名選手
| 指名順位 | チーム                                 | 選手名                                       | ポジション | 出身大学                     |
| 171      | セントルイス・ラムズ                   | グレッグ・ズーライン                         | K          | クレムゾン大学               |
| 172      | シアトル・シーホークス                 | ジェレミー・レイン                           | CB         | ノースウェスタン州立大学     |
| 173      | ワシントン・レッドスキンズ             | アルフレッド・モリス                         | RB         | フロリダアトランティック大学 |
| 174      | タンパベイ・バッカニアーズ             | キース・タンディ                             | CB         | ウェストバージニア大学       |
| 175      | ミネソタ・バイキングス                 | ブレア・ウォルシュ                           | K          | ジョージア大学               |
| 176      | ジャクソンビル・ジャガーズ             | マイク・ハリス                               | CB         | フロリダ州立大学             |
| 177      | アリゾナ・カージナルス                 | ジャスティン・ベセル                         | S          | プレスバイテリアン大学       |
| 178      | バッファロー・ビルズ                   | マーク・アスパー                             | G          | オレゴン大学                 |
| 179      | ニューオーリンズ・セインツ             | アンドリュー・ティラー                       | G          | シラキューズ大学             |
| 180      | サンフランシスコ・フォーティナイナーズ | トレントン・ロビンソン                       | S          | ミシガン州立大学             |
| 181      | シアトル・シーホークス                 | ウィンストン・ガイ                           | S          | ケンタッキー大学             |
| 182      | カンザスシティ・チーフス               | サイラス・グレイ                             | RB         | テキサス農工大学             |
| 183      | マイアミ・ドルフィンズ                 | B・J・カニングハム                           | WR         | ミシガン州立大学             |
| 184      | シカゴ・ベアーズ                       | アイザイア・フレイ                           | CB         | ネバダ大学                   |
| 185      | アリゾナ・カージナルス                 | ライアン・リンドリー                         | QB         | サンディエゴ州立大学         |
| 186      | ダラス・カウボーイズ                   | ジェームズ・ハナ                             | TE         | オクラホマ大学               |
| 187      | ニューヨーク・ジェッツ                 | ジョシュ・ブッシュ                           | S          | ウェイクフォレスト大学       |
| 188      | デンバー・ブロンコス                   | ダニー・トレバサン                           | LB         | ケンタッキー州立大学         |
| 189      | オークランド・レイダース               | クリスト・ビルキディ                         | DT         | ジョージア州立大学           |
| 190      | テネシー・タイタンズ                   | マーケル・マーティン                         | S          | オクラホマ州立大学           |
| 191      | シンシナティ・ベンガルズ               | ダン・ヘロン                                 | RB         | オハイオ州立大学             |
|          | デトロイト・ライオンズ                 | チーフスへのタンパリングにより指名権を失った |            |                              |
| 192      | アトランタ・ファルコンズ               | チャールズ・ミッチェル                       | S          | ミシシッピ州立大学           |
| 193      | ワシントン・レッドスキンズ             | トム・コンプトン                             | OT         | サウスダコタ大学             |
| 194      | フィラデルフィア・イーグルス           | マービン・マクナット                         | WR         | アイオワ大学                 |
| 195      | ヒューストン・テキサンズ               | ニック・モンデック                           | OT         | パデュー大学                 |
| 196      | デトロイト・ライオンズ                 | ジョンテ・グリーン                           | CB         | ニューメキシコ州立大学       |
| 197      | ニューイングランド・ペイトリオッツ     | ネイト・エブナー                             | CB         | オハイオ州立大学             |
| 198      | ボルチモア・レイブンズ                 | トミー・ストリーター                         | WR         | マイアミ大学                 |
| 199      | サンフランシスコ・フォーティナイナーズ | ジェイソン・スローイー                       | OT         | 西オレゴン大学               |
| 200      | フィラデルフィア・イーグルス           | ブランドン・ワシントン                       | G          | マイアミ大学                 |
| 201      | ニューヨーク・ジャイアンツ             | マット・マカンツ                             | OT         | アラバマ大学バーミングハム校 |
| 202      | ニューヨーク・ジェッツ                 | テランス・ガナウェイ                         | RB         | ベイラー大学                 |
| 203      | ニューヨーク・ジェッツ                 | ロバート・グリフィン                         | G          | ベイラー大学                 |
| 204      | クリーブランド・ブラウンズ             | エマニュエル・アチョ                         | LB         | テキサス大学                 |
| 205      | クリーブランド・ブラウンズ             | ビリー・ウィン                               | DT         | ボイシ州立大学               |
| 206      | インディアナポリス・コルツ             | ラボン・ブラジル                             | WR         | オハイオ大学                 |
| 207      | カロライナ・パンサーズ                 | ブラッド・ノートマン                         | P          | ウィスコンシン大学           |

### 7巡指名選手
| 指名順位 | チーム                                 | 選手名                     | ポジション | 出身大学                     |
| 208      | インディアナポリス・コルツ             | ジャスティン・アンダーソン | G          | ジョージア大学               |
| 209      | セントルイス・ラムズ                   | アーロン・ブラウン         | LB         | ハワイ大学                   |
| 210      | ミネソタ・バイキングス                 | オーディー・コール         | LB         | ノースカロライナ州立大学     |
| 211      | テネシー・タイタンズ                   | スコット・ソロモン         | DE         | ライス大学                   |
| 212      | タンパベイ・バッカニアーズ             | マイケル・スミス           | RB         | ユタ州立大学                 |
| 213      | ワシントン・レッドスキンズ             | リチャード・クロフォード   | CB         | 南メソジスト大学             |
| 214      | インディアナポリス・コルツ             | ティム・フガー             | LB         | バンダービルト大学           |
| 215      | マイアミ・ドルフィンズ                 | キーストン・ランドール     | DT         | テキサス大学                 |
| 216      | カロライナ・パンサーズ                 | D・J・キャンベル           | S          | カリフォルニア大学           |
| 217      | ワシントン・レッドスキンズ             | ジョーダン・バーンスタイン | CB         | アイオワ大学                 |
| 218      | カンザスシティ・チーフス               | ジェローム・ロング         | DT         | サンディエゴ州立大学         |
| 219      | ミネソタ・バイキングス                 | トレバー・ガイトン         | DE         | カリフォルニア大学           |
| 220      | シカゴ・ベアーズ                       | グレッグ・マッコイ         | CB         | テキサスクリスチャン大学     |
| 221      | アリゾナ・カージナルス                 | ネイト・ポター             | DE         | ボイシ州立大学               |
| 222      | ダラス・カウボーイズ                   | ケイレブ・マクサーディ     | ILB        | モンタナ大学                 |
| 223      | デトロイト・ライオンズ                 | トラビス・ルイス           | OLB        | オクラホマ大学               |
| 224      | ニューイングランド・ペイトリオッツ     | アルフォンゾ・デナード     | CB         | ネブラスカ大学               |
| 225      | シアトル・シーホークス                 | J・R・スウィージー         | DE         | ノースカロライナ州立大学     |
| 226      | サンディエゴ・チャージャーズ           | デビッド・モーク           | C          | ミシガン大学                 |
| 227      | マイアミ・ドルフィンズ                 | リシャード・マシューズ     | WR         | ネバダ大学                   |
| 228      | ジャクソンビル・ジャガーズ             | ジェニス・ペンドルトン     | DT         | アッシュランド大学           |
| 229      | フィラデルフィア・イーグルス           | ブライス・ブラウン         | RB         | カンザス州立大学             |
| 230      | オークランド・レイダース               | ネイサン・ステュパー       | OLB        | ペンシルベニア州立大学       |
| 231      | ピッツバーグ・スティーラーズ           | トニー・クレモンズ         | WR         | コロラド大学                 |
| 232      | シアトル・シーホークス                 | グレッグ・スクラッグズ     | DE         | ルイビル大学                 |
| 233      | タンパベイ・バッカニアーズ             | ドレイク・ダンズモア       | TE         | ノースウェスタン大学         |
| 234      | ニューオーリンズ・セインツ             | マーセル・ジョーンズ       | OT         | ネブラスカ大学               |
| 235      | ニューイングランド・ペイトリオッツ     | ジェレミー・エバート       | WR         | ノースウェスタン大学         |
| 236      | ボルチモア・レイブンズ                 | ディアンジェロ・タイソン   | DT         | ジョージア大学               |
| 237      | サンフランシスコ・フォーティナイナーズ | キャム・ジョンソン         | DE         | バージニア大学               |
| 238      | カンザスシティ・チーフス               | ジュニア・ヘミングウェイ   | WR         | ミシガン大学                 |
| 239      | ニューヨーク・ジャイアンツ             | マーカス・クーン           | DT         | ノースカロライナ州立大学     |
| 240      | ピッツバーグ・スティーラーズ           | デイビッド・ポールソン     | TE         | オレゴン大学                 |
| 241      | グリーンベイ・パッカーズ               | アンドリュー・ダッコ       | OT         | フロリダ州立大学             |
| 242      | ニューヨーク・ジェッツ                 | アントニオ・アレン         | S          | サウスカロライナ大学         |
| 243      | グリーンベイ・パッカーズ               | B・J・コールマン           | G          | テネシー大学チャタヌーガ校   |
| 244      | ニューヨーク・ジェッツ                 | ジョーダン・ホワイト       | WR         | 西ミシガン大学               |
| 245      | クリーブランド・ブラウンズ             | トレビン・ウェイド         | CB         | アリゾナ大学                 |
| 246      | ピッツバーグ・スティーラーズ           | テレンス・フレデリック     | CB         | テキサス農工大学             |
| 247      | クリーブランド・ブラウンズ             | ブラッド・スメリー         | TE         | ウィスコンシン大学           |
| 248      | ピッツバーグ・スティーラーズ           | ケルビン・ビーチャム       | G          | 南メソジスト大学             |
| 249      | アトランタ・ファルコンズ               | トラビアン・ロバートソン   | DT         | サウスカロライナ大学         |
| 250      | サンディエゴ・チャージャーズ           | エドウィン・ベイカー       | RB         | ミシガン州立大学             |
| 251      | バッファロー・ビルズ                   | ジョン・ポター             | K          | 西ミシガン大学               |
| 252      | セントルイス・ラムズ                   | ダリル・リチャードソン     | RB         | アビリーン・クリスチャン大学 |
| 253      | インディアナポリス・コルツ             | チャンドラー・ハーニッシュ | QB         | 北イリノイ大学               |

## 招待されたレジェンド
| チーム                             | 選手名                                                         |
| アリゾナ・カーディナルス           | ロジャー・ウェールリ (Roger Wehrli)                            |
| アトランタ・ファルコンズ           | アルジー・クランプラー (Alge Crumpler)                         |
| ボルチモア・レイブンズ             | マット・ストーバー (Matt Stover)                               |
| バッファロー・ビルズ               | フィル・ハンセン (Phil Hansen)                                 |
| カロライナ・パンサーズ             | マイク・ラッカー (Mike Rucker)                                 |
| シカゴ・ベアーズ                   | オーティス・ウィルソン (Otis Wilson)                           |
| シンシナティ・ベンガルズ           | アイザック・カーティス (Isaac Curtis)                          |
| クリーブランド・ブラウンズ         | ゲイリー・コリンズ (Gary Collins)                              |
| ダラス・カウボーイズ               | チャド・ヘニングス (Chad Hennings)                             |
| デンバー・ブロンコス               | テレル・デービス (Terrell Davis)                               |
| デトロイト・ライオンズ             | バリー・サンダース (Barry Sanders)                             |
| グリーンベイ・パッカーズ           | リロイ・バトラー (LeRoy Butler)                                |
| ヒューストン・テキサンズ           | ダニー・クラーク (Danny Clark)                                 |
| インディアナポリス・コルツ         | マービン・ハリソン (Marvin Harrison)                           |
| ジャクソンビル・ジャガーズ         | フレッド・テイラー (Fred Taylor)                               |
| カンザスシティ・チーフス           | ウィル・シールズ (Will Shields)                                |
| マイアミ・ドルフィンズ             | ドワイト・スティーブンソン (Dwight Stephenson)                 |
| ミネソタ・バイキングス             | アンソニー・カーター (Anthony Carter)                          |
| ニューイングランド・ペイトリオッツ | トロイ・ブラウン (Troy Brown)                                  |
| ニューオリンズ・セインツ           | ウィリー・ローフ (Willie Roaf)                                 |
| ニューヨーク・ジャイアンツ         | マイケル・ストレイハン (Michael Strahan)                       |
| ニューヨーク・ジェッツ             | ウェズリー・ウォーカー (Wesley Walker)                         |
| オークランド・レイダース           | ウィリー・ブラウン (Willie Brown)                              |
| フィラデルフィア・イーグルス       | ブライアン・ウェストブルック (Brian Westbrook)                 |
| ピッツバーグ・スティーラーズ       | ダーモンティ・ドーソン (Dermonti Dawson)                       |
| セントルイス・ラムズ               | アイザック・ブルース (Issac Bruce) トリー・ホルト (Torry Holt) |
| サンディエゴ・チャージャース       | コートニー・ホール (Courtney Hall)                             |
| サンフランシスコ・49ers            | ジェシー・サポール (Jesse Sapolu)                              |
| シアトル・シーホークス             | ウォルター・ジョーンズ (Walter Jones)                          |
| タンパベイ・バッカニアーズ         | デクスター・ジャクソン (Dexter Jackson)                        |
| テネシー・タイタンズ               | エディ・ジョージ (Eddie George)                                |
| ワシントン・レッドスキンズ         | ケン・ハービー (Ken Harvey)                                    |

## 放送
日本時間4月27日、GAORAが日本のテレビ局としては初めてNFLドラフトの生中継を行った。全米ではESPNとNFLネットワークが放送をしており、ディオン・サンダースが司会を行った。

## ドラフト外入団の主な選手
| チーム                                 | 選手名                 | ポジション | 大学                   |
| アトランタ・ファルコンズ               | ジョシュ・ハリス       | LS         | オーバーン大学         |
| ボルチモア・レイブンズ                 | デボンテ・トンプソン   | WR         | フロリダ大学           |
| ボルチモア・レイブンズ                 | ジャスティン・タッカー | K          | テキサス大学           |
| バッファロー・ビルズ                   | ショーン・パウエル     | P          | フロリダ州立大学       |
| シカゴ・ベアーズ                       | ライアン・クイグリー   | P          | ボストンカレッジ       |
| シンシナティ・ベンガルズ               | ボンタゼ・バーフィクト | LB         | アリゾナ州立大学       |
| シンシナティ・ベンガルズ               | トレバー・ロビンソン   | QB         | ノートルダム大学       |
| クリーブランド・ブラウンズ             | L・J・フォート         | LB         | 北アイオワ大学         |
| クリーブランド・ブラウンズ             | テイショーン・ギプソン | S          | ワイオミング大学       |
| ダラス・カウボーイズ                   | コール・ビーズリー     | WR         | 南メソジスト大学       |
| ダラス・カウボーイズ                   | ロナルド・リアリー     | G          | メンフィス大学         |
| ダラス・カウボーイズ                   | ジャミーズ・オラワレ   | FB         | 北テキサス大学         |
| デンバー・ブロンコス                   | アーロン・ブルワー     | LS         | サンディエゴ州立大学   |
| デンバー・ブロンコス                   | デューク・イヘナチョ   | S          | サンノゼ州立大学       |
| デンバー・ブロンコス                   | マイク・レマーズ       | T          | オレゴン州立大学       |
| デトロイト・ライオンズ                 | ケレン・ムーア         | QB         | ボイシ州立大学         |
| グリーンベイ・パッカーズ               | ドン・バークレイ       | T          | ウエストバージニア大学 |
| グリーンベイ・パッカーズ               | デズマン・モーゼス     | LB         | チューレーン大学       |
| グリーンベイ・パッカーズ               | グレッグ・バンローテン | G          | ペンシルベニア大学     |
| ヒューストン・テキサンズ               | ケイス・キーナム       | QB         | ヒューストン大学       |
| ジャクソンビル・ジャガーズ             | バレンティノ・ブレイク | CB         | テキサス大学エルパソ校 |
| ジャクソンビル・ジャガーズ             | ドリュー・ノワク       | C          | 西ミシガン大学         |
| ミネソタ・バイキングス                 | オースティン・パズター | T          | バージニア大学         |
| ニューイングランド・ペイトリオッツ     | ブランドン・ボルデン   | RB         | ミシシッピ大学         |
| ニューヨーク・ジェッツ                 | デイモン・ハリソン     | NT         | ウィリアムペン大学     |
| オークランド・レイダース               | マーケット・キング     | P          | フォートバレー州立大学 |
| オークランド・レイダース               | ルーカス・ニックス     | G          | ピッツバーグ大学       |
| サンフランシスコ・フォーティナイナーズ | ギャレット・セレク     | TE         | ミシガン州立大学       |
| サンフランシスコ・フォーティナイナーズ | マイケル・トーマス     | S          | スタンフォード大学     |
| セントルイス・ラムズ                   | オースティン・デービス | QB         | 南ミシシッピ大学       |
| セントルイス・ラムズ                   | ジョニー・ヘッカー     | P          | オレゴン州立大学       |
| セントルイス・ラムズ                   | ロドニー・マクロード   | FS         | バージニア大学         |
| シアトル・シーホークス                 | デリック・コールマン   | FB         | UCLA                   |
| シアトル・シーホークス                 | ショーン・マクグレイス | TE         | ヘンダーソン州立大学   |
| シアトル・シーホークス                 | ジャーメイン・カース   | WR         | ワシントン大学         |
| タンパベイ・バッカニアーズ             | アンドリュー・デパオラ | LS         | ラトガース大学         |

## 補足ドラフト
7月12日に補足ドラフトが行われた。8人の選手がエントリーしたが、2巡でクリーブランド・ブラウンズがジョシュ・ゴードンを指名しただけであった。ブラウンズは2013年のドラフトでドラフト2巡指名権を失うこととなる。